# Baume-les-Dames
Baume-les-Dames é uma comuna francesa na região administrativa de Borgonha-Franco-Condado, no departamento de Doubs. Estende-se por uma área de 24,79 km². Em 2010 a comuna tinha 5 138 habitantes (densidade: 207,3 hab./km²).